# إريك غوستافسون (مخرج)
إريك غوستافسون (بالنرويجية البوكمول: Erik Gustavson)‏ هو منتج أفلام وكاتب سيناريو ومخرج نرويجي، ولد في 1955 في أوسلو في النرويج.

## وصلات خارجية
- إريك غوستافسون على موقع IMDb (الإنجليزية)
- إريك غوستافسون على موقع ألو سيني (الفرنسية)
- إريك غوستافسون على موقع أول موفي (الإنجليزية)
- إريك غوستافسون على موقع قاعدة بيانات الأفلام السويدية (السويدية)
- إريك غوستافسون على موقع قاعدة بيانات الفيلم (الإنجليزية)
- إريك غوستافسون على موقع كينوبويسك (الروسية)